# Nordenankar
Nordenankar är en svensk adelsätt.

## Historik
Ättens stamfader är en Lars i Korparyd i Virserums socken, som var ryttare under Karl X Gustavs polska krig och försvann 1655 i Polen. Hans hustru uppges av Anrep ha hetat Ingrid, som levde i stor fattigdom sedan hon blivit änka. Hon undervisade själv sin son Petrus Laurentii Corvinus i kristendom och svenska, innan han sändes vidare för utbildning.
Petrus Laurentii Corvinus föddes samma år som fadern försvann i Polen. Efter skolår i Växjö och i Braheskolan på Visingsö, studerade han vid Lunds universitet, och efter några år som rektor i Lund, prästvigdes han och blev filosofie magister. Han var först kyrkoherde, och sedan hovpredikant för att slutligen efterträda sin svärfader som kyrkoherde i Virserums socken och sist prost över Aspeland, på vilken post han avled i pesten 1710. Corvinus hustru Christina var syster till biskop Samuel Wiraenius och hennes mor Ingeborg antas ha tillhört ätten Grip. Ett annat syskon, Sabina blev stammoder till von Hagendorn.
Av Corvinus barn, blev sonen Daniel Petri Corvinus skolrektor i Eksjö och Vadstena innan han prästvigdes och blev kyrkoherde i Hagebyhöga socken. Han var gift med Christina Lindevall. Hennes far Johan Lindevall var kyrkoherde i Korsberga och hennes mor hette Brita Walleria. Dessa båda fick tre söner. Äldste sonen Johan Corvin adlades med namnet Nordenankar år 1756, och introducerades 1773 på nummer 1985. Han gjorde Fliseryd till fideikommiss, vilket kom att ärvas av en brorson. Han var emellertid ogift, varmed hans båda bröder Alexander och Daniel adopterades på hans adelskap år 1772, och introducerades med honom året därefter. Daniel slöt sin gren 1820. Nordenanckar var överste i Artilleriet men likaså ogift. Ätten kom därför att utgå från den tredje brodern, överste Alexander Corvin nobil. Nordenanckar till Bankeberg, med barn ur dennes äktenskap med Christina Dorothea Hammarsköld. Han gifte sedan om sig med en pommersk adelsdam, men fick bara ett dödfött barn i det äktenskapet. Alexander Nordenankar var ett framstående namn inom fortifikationen och ingenjörskåren.
En av sönerna, översten Johan Fredrik Nordenankar, ärvde Fliseryd, och var gift med Fredrika Charlotta Löwenhielm, vars mor tillhörde ätten Uggla nr 100. Från dem utgår huvudmannagrenen. En bror till honom var Gustaf Peter Nordenankar till Bankeberg, som var landshövding i Kalmar län.
Enligt Skatteverket fanns den 31 december 2023 29 personer med efternamnet Nordenankar. Huvudman är Johan Nordenankar, född 1939, fil kand, pol mag och fideikommissarie.